# Fresh Berry's
Albums de Chuck Berry
Chuck Berry in London
(1965) Chuck Berry's Golden Hits
(1967)
Fresh Berry's est un album du guitariste, chanteur et auteur-compositeur américain Chuck Berry sorti en novembre 1965 chez Chess Records.

## Histoire
Fresh Berry's est d'abord sorti au Royaume-Uni. Il n'est édité aux États-Unis que six mois plus tard, en avril 1966. Il s'agit du dernier album de Chuck Berry avant son départ pour Mercury Records.

## Titres
Toutes les chansons sont écrites et composées par Chuck Berry, sauf mention contraire.

### Face 1
| No | Titre                                                                     | Durée |
| -- | ------------------------------------------------------------------------- | ----- |
| 1. | It Wasn't Me                                                              | 2:32  |
| 2. | Run Joe (Louis Jordan, Walter Merrick, Joe Willoughby)                    | 2:16  |
| 3. | Everyday We Rock & Rol                                                    | 2:11  |
| 4. | One for My Baby (and One More for the Road) (Harold Arlen, Johnny Mercer) | 2:43  |
| 5. | Welcome Back Pretty Baby                                                  | 2:35  |
| 6. | It's My Own Business                                                      | 2:11  |

### Face 2
| No  | Titre                                                              | Durée |
| --- | ------------------------------------------------------------------ | ----- |
| 7.  | Right Off Rampart Street                                           | 2:22  |
| 8.  | Vaya con Dios (Buddy Pepper, Carl Hoff, Inez James, Larry Russell) | 2:36  |
| 9.  | Merrily We Rock & Roll                                             | 2:11  |
| 10. | My Mustang Ford                                                    | 2:17  |
| 11. | Ain't That Just Like a Woman (Claude Demetrius, Fleecie Moore)     | 2:13  |
| 12. | Wee Hour Blues                                                     | 3:14  |

## Musiciens
- Chuck Berry : chant, guitare
- Mike Bloomfield : guitare
- Chuck Bernhard : basse
- Johnnie Johnson : piano
- Paul Butterfield : harmonica
- Jaspar Thomas : batterie